# Boléro
Boléro (bô-lê-rô) của Maurice Ravel nguyên là vở nhạc vũ kịch thể balê với sự tham gia của dàn nhạc giao hưởng. Đây là tác phẩm mà tác giả cho là «ballet de caractère espagnol» (vở ba lê có nét Tây Ban Nha), phần nhạc của Ravel sáng tác lấy cảm hứng từ điệu bolero Andalucia, phần múa được biên đạo bởi Bronislava Nijinska. Tác phẩm được sáng tác trong khoảng tháng 7 đến tháng 10 năm 1928, được công diễn lần đầu vào ngày 22 tháng 11 cùng năm, tại Nhà hát Opéra Garnier, Paris với vai chính do nữ nghệ sĩ ba lê người Nga là Ida Rubinstein đảm nhiệm. Bà Ida Rubinstein chính là người đã yêu cầu tác giả sáng tác trước đó cho riêng mình biểu diễn.
Ngay sau vài lượt trình diễn, tác phẩm được khán giả và giới phê bình nghệ thuật Pháp đánh giá rất cao. Và chỉ vài tháng sau, nó nhanh chóng lan truyền sang nhiều quốc gia trên thế giới. Vai chính ở vở ba lê này là Ida Rubinstein nhanh chóng nổi tiếng và là nguồn cảm hứng cho khá nhiều họa sĩ.
Mặc dù chính Ravel coi tác phẩm này là "kém quan trọng nhất" của mình, nhưng phần nhạc của tác phẩm này luôn được dư luận coi là một kiệt tác của Ravel và cũng là một trong những kiệt tác nhạc giao hưởng của thế giới, có sức sống mãnh liệt cho đến tận ngày nay, đã được nhiều dàn nhạc giao hưởng hiện đại nổi tiếng trên thế giới biểu diễn, được phổ biến trên nhiều trang mạng với tổng số lượt người đã xem lên tới hơn 100 triệu. Hiện nay, khi nhắc tới "Bolero của Ravel", thì người ta thường nghĩ ngay tới bản nhạc này, mà ít nghĩ tới vở ba lê cùng tên có bản nhạc làm nền.

## Lược sử

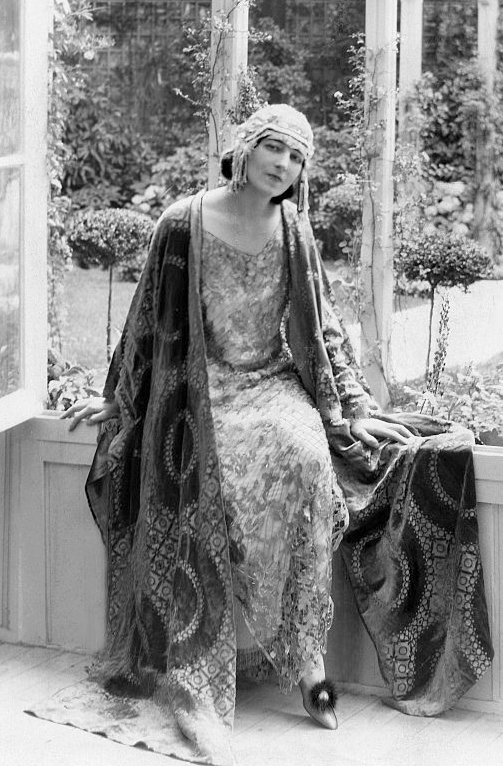
Ida Rubinstein - người "đặt hàng" Ravel sáng tác Boléro.

- Trước vở Boléro này, Ravel đã sáng tác nhiều vở balê lớn hơn, nên được nhiều người biết, trong đó có Ida Rubinstein và bà nhờ ông sáng tác một vở balê có phần nhạc nền từ Iberia là tổ khúc cho dương cầm (gồm sáu bản nhạc piano) của Isaac Albéniz, để có một "vở ba lê với nhân vật Tây Ban Nha" mà bà định sẽ định biểu diễn với đoàn múa của mình vào năm 1928.
- Trong khi chuyển soạn, Ravel được biết tác phẩm với chủ đề tương tự đã được dàn dựng bởi nhạc trưởng Tây Ban Nha là Enrique Fernández Arbós, nên luật bản quyền không cho phép. Tuy nhiên, Arbós đã thông báo "sẽ vui vẻ từ bỏ bản quyền" và đồng ý để Ravel dàn dựng thoải mái.[4] Đến lúc này, Ravel lại thay đổi hẳn và quyết định tạo ra tác phẩm của riêng mình, viết một nhạc phẩm hoàn toàn mới dựa trên vũ điệu bolero Tây Ban Nha và lấy tên là "Boléro" (theo tiếng Pháp).[11] Vào thời gian nghỉ ở St Jean-de-Luz, Ravel đã hoàn thành cơ bản nhạc phẩm này và chơi giai điệu chủ đề trên dương cầm bằng một ngón tay cho người bạn của mình là Gustave Samazeuilh nghe.[12]
- Khi Boléro đã hoàn thành, vở ba lê được công diễn lần đầu vào ngày 22 tháng 11 năm 1928 tại Nhà hát Opera Quốc gia dưới sự chỉ đạo của Walther Straram, trong một buổi biểu diễn nhạc vũ kịch gồm ba vở khác nhau, mà Boléro là kết thúc buổi diễn.[13] Vũ đạo của vở balê Boléro là Bronislava Nijinska, thiết kế trang phục là Alexandre Benois, thực hiện nhờ 20 vũ công mà Ida đóng vai chính. Sau buổi biểu đầu tiên, Opéra Garnier đã bán hết vé cho hàng loạt các buổi tiếp theo. Vở ba lê nhanh chóng "lan rộng" sang Brussels, Monte-Carlo, Viên, Milano, ...[14] Năm sau, tác phẩm được biểu diễn ở Anh, Mỹ và nhiều nước khác.[15]

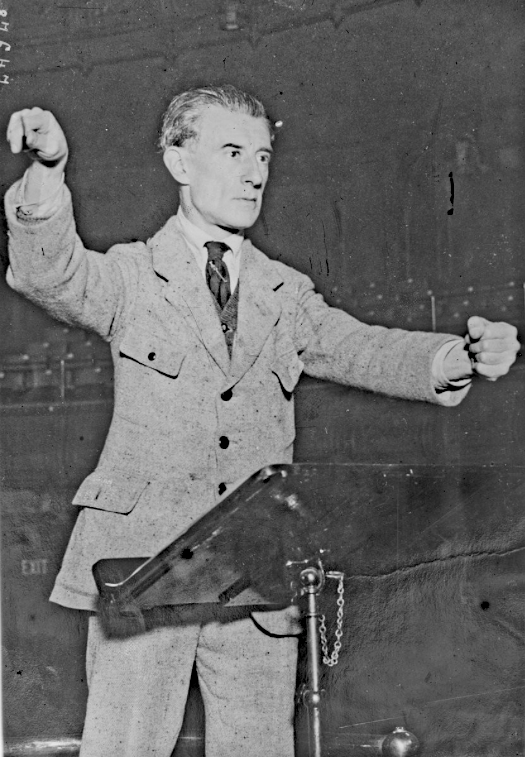
Ravel chỉ huy một dàn nhạc biểu diễn ở Luân Đôn.

- Phần nhạc của Bolero được ra mắt độc lập, tách khỏi phần múa lần đầu tại Carnegie Hall ở New York vào ngày 14 tháng 11 năm 1929, do dàn nhạc giao hưởng hiện đại New York Philharmonic trình diễn dưới sự chỉ huy của Arturo Toscanin. Tại Pháp, buổi biểu diễn đầu tiên phần nhạc của Boléro tại buổi hòa nhạc diễn ra tại Salle Gaveau vào ngày 11 tháng 1 năm 1930 bởi Concerts-Lamoureux, Albert Wolff do chính Ravel chỉ huy.[16] Phần nhạc tách rời khỏi vở ba lê giúp cho nhạc phẩm được giải thoát khỏi các ràng buộc của hình thức biểu diễn ba lê, nhanh chóng đưa Ravel trở thành một trong những nhạc sĩ nổi tiếng nhất thế giới thời đó. Tháng 10 năm 1928, Ravel được trao danh hiệu Tiến sĩ Âm nhạc Honoris Causa tại Đại học Oxford. Bến cầu tàu ở Ciboure (Xi-bua-rơ) - nơi Ravel sinh ra - được đổi mang tên Ravel với sự chứng kiến của ông vào tháng 8 năm 1930.

Nhạc phẩm này hiện mang số M.81, trong danh mục các tác phẩm của Ravel do nhà âm nhạc học Marcel Marnat ấn định.

## Cấu trúc nhạc phẩm
Boléro của Ravel là "sáng tác đơn giản nhất về mọi phương diện, nhưng cũng rất kì lạ".
- Về giọng, nhạc phẩm ở Đô trưởng (C major) thường dùng cho những người mới học tập âm nhạc.
- Về tiết tấu, nhạc phẩm diễn ra trên nền của một môtip tiết tấu duy nhất, diễn ra đều đặn suốt từ đầu đến cuối.
- Về giai điệu, toàn bộ bản nhạc chỉ có một môtip giai điệu, gồm hai chủ đề lặp đi lặp lại.
- Về số chương nhạc (movement) chỉ có duy nhất một chương, khác hẳn nhiều nhạc phẩm cổ điển thường có nhiều chương.

### Tiết tấu

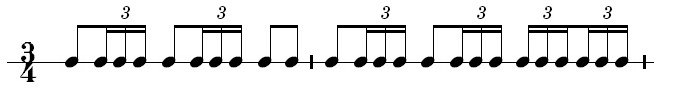
Cấu trúc mô-típ tiết tấu của trống.

- Nhịp điệu nhạc phẩm dùng nhịp 3/4 là đặc trưng cho thể bolero Tây Ban Nha, cũng thường dùng cho nhạc vanxơ thường nhẹ nhàng, nhưng lại gây hiệu quả như hành khúc. Tiết tấu này - như Ravel đã nói - là từ tiết tấu của bolero Andalucia, nhưng ông đã biến chùm bốn móc tam (xem chi tiết ở Bolero), thành chùm ba móc kép (xem sơ đồ trên) nên tạo hiệu quả như khúc quân hành.
- Mở đầu bản nhạc do một trống lẫy thực hiện tiết tấu nói trên với tốc độ vừa phải (♩ = 76). Mô-tip tiết tấu này giữ nhịp suốt hàng trăm nhịp, chỉ dừng lại đột ngột cuối cùng ngay trước khi kết thúc nhạc phẩm.

### Giai điệu
Tổng phổ gốc dài 340 nhịp, được chia thành 18 phần. Giai điệu đơn giản, nghe dễ nhớ, viết ở thang âm nguyên với giọng đô trưởng, gồm hai chủ đề mà các nhà phê bình âm nhạc gọi là chủ đề A và chủ đề B, lặp lại 169 lần.

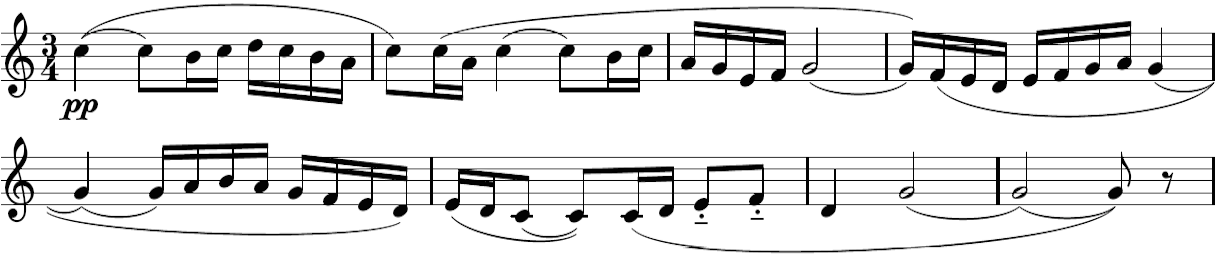
Chủ đề A: tiền đề do flûte giọng C trưởng diễn tấu (nhịp 5 đến 12)

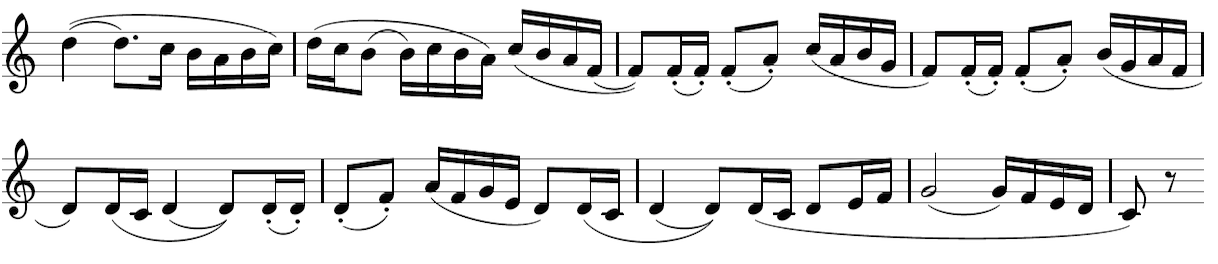
Chủ đề A: hậu đề (từ nhịp 13 đến 21)

Chủ đề A có giai điệu uyển chuyển, "bay lượn" xuống thấp dần, do sáo flûte thực hiện đầu tiên, nghe nhẹ nhàng, thanh cao. Chủ đề gồm hai đoạn (tiền đề -antécédent- và hậu đề -conséquent).
- Chủ đề này lặp lại tám lần, sau một vài lần lặp lại, thì có thêm các kèn khác (clarinet, oboa,...) hòa tấu; đồng thời tiết tấu giữ nhịp do trống đảm nhiệm được hỗ trợ thêm của bộ dây. Nhờ đó, âm lượng lớn hơn, hòa âm phong phú hơn, âm sắc thay đổi.
- Đến lượt thứ năm có thêm celesta, sáo picolô, rồi đến trumpet dùng giảm âm, vừa củng cố một cách tinh tế các giai điệu, gây cảm giác "hoang dã", đã được một số nhà phê bình và nhà âm nhạc học, bao gồm Robert Brussel và Nicolas Slonimsky ca ngợi về tính độc đáo.
- Đến lần thứ sáu có thêm kết hợp kèn cor và thêm clarinet, cùng ôboa.
- Từ lần lặp lại thứ bảy lần bắt đầu có sự hòa tấu giai điệu của bộ dây, mà trước đó chỉ búng dây (pizzicato) hỗ trợ tiết tấu trống, thêm vào đó là kèn saxophone. Âm cuối cùng mạnh (fortissimo), các kèn đồng không dùng giảm âm.

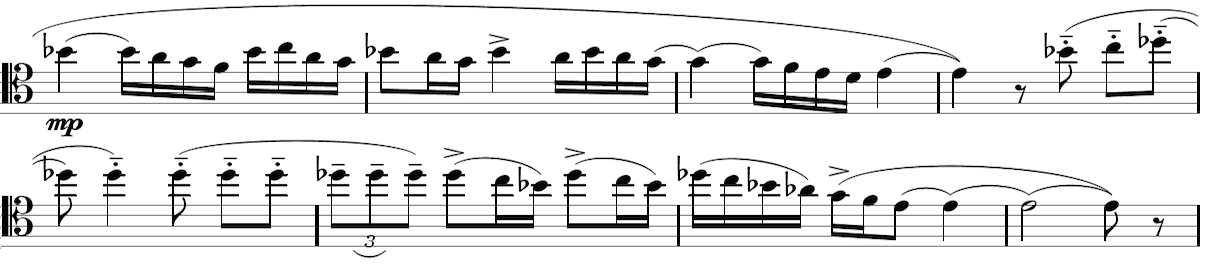
Chủ đề B: tiền đề (từ nhịp 41 đến 48) dùng khóa alto.

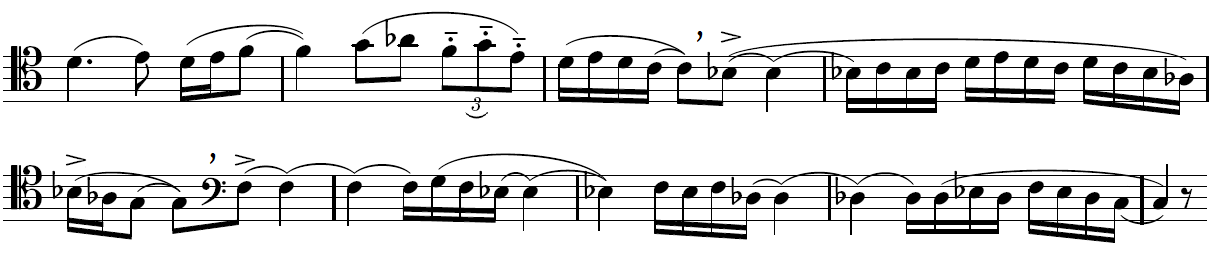
Chủ đề B: hậu đề (từ nhịp 49 đến 57) dùng khóa alto.

Chủ đề B có cấu trúc tương tự như chủ đề A, nhưng do được các nhạc cụ giọng trầm diễn tấu, ban đầu là pha-gôt. Đỉnh cao của giai điệu đạt đến ở nốt thăng, với sự lặp đi lặp lại chín lần liên tiếp, sau đó giai điệu đi xuống, chậm hơn và thấp hơn hai quãng tám. Vì vậy, các nhà phê bình âm nhạc nhận định rằng: chủ đề B cung cấp một hình ảnh tương phản với chủ đề A.

## Biên chế nhạc cụ
Theo tổng phổ gốc (của Ravel) dàn nhạc cần 17 loại nhạc cụ, tóm tắt ở bảng sau (theo đoạn của nhạc phẩm):
| Đoạn                 | Nhạc cụ cần dùng | Nhạc cụ cần dùng | Nhạc cụ cần dùng |
| Đoạn                 | Tiết tấu trống lẫy | Giai điệu | Bộ dây |
| -------------------- | --- | --- | --- |
| Intro                | 1st snare drum (pp) | 1st flute (pp) | violas, cellos (both in pizz., pp) |
| 1st                  | 2nd flute (pp) | 1st clarinet (p) | violas, cellos |
| 2nd                  | 1st flute (p, also snare drum)                                                                                                   | 1st bassoon (mp) | harp, violas, and cellos (all p) |
| 3rd                  | 2nd flute | E♭ clarinet (p) | harp, violas, and cellos |
| 4th                  | bassoons | oboe d'amore (mp) | 2nd violins (pizz.), violas, cellos, and double bass (pizz.)                                                                                                  |
| 5th                  | 1st horn | 1st flute (pp), and 1st trumpet (mp, con sord.) | 1st violins (pizz.), violas, cellos, and double bass |
| 6th                  | 2nd trumpet (mp, con sord.) | tenor saxophone (mp, espressivo, vibrato) | flutes, 2nd violins, cellos, and double bass (all mp) |
| 6th                  | 2nd trumpet (mp, con sord.) | tenor saxophone (mp, espressivo, vibrato) | 1st clarinet (interchanged from 2nd flute, last four bars) |
| 7th                  | 1st trumpet | sopranino saxophone (original score) / soprano saxophone (either instrument, mp, espressivo, vibrato)                                                            | oboes, cor anglais, 1st violins, violas, cellos, and double bass                                                                                              |
| 7th                  | 1st trumpet | soprano saxophone (original score, interchanged from sopranino saxophone, mp, last four bars)                                                                    | oboes, cor anglais, 1st violins, violas, cellos, and double bass                                                                                              |
| 8th                  | 1st flute (mp, same with snare drum), 2nd horn (mf)                                                                              | 2 piccolos (pp), 1st horn (mf), and celesta (p) | bass clarinet, bassoons, harp, 2nd violins, violas, cellos, and double bass                                                                                   |
| 9th                  | 4th horn, 3rd trumpet (con sord.), 2nd violins, and violas (all mf)                                                              | 1st oboe, oboe d'amore, cor anglais, and clarinets (all mf) | bass clarinet, bassoons, 1st/2nd trumpets (con sord.), harp, 1st violins, cellos, and double bass                                                             |
| 10th                 | 1st flute, 2nd horn, and violas (arco)                                                                                           | 1st trombone (mf, sostenuto) | clarinets, bass clarinet, contrabassoon, harp, 2nd violins, cellos, and double bass                                                                           |
| 11th                 | 4th horn, 1st trumpet (senza sord.), and 2nd violins (arco, all f, also snare drum)                                              | piccolo, flutes, oboes, cor anglais, clarinets, and tenor saxophone (all f)                                                                                      | bass clarinet, bassoons, contrabassoon, harp, 1st violins, violas (pizz.), cello, double bass (all f)                                                         |
| 12th                 | 1st/2nd horns | flutes, piccolo, oboes, clarinets, and 1st violins (arco) | 1st oboe, clarinets (both at first two bars), and below |
| 12th                 | 1st/2nd horns | flutes, piccolo, oboes, clarinets, and 1st violins (arco) | bassoons, contrabassoon, 3rd/4th horns, timpani, 2nd violins (pizz.), violas, cellos, double bass                                                             |
| 13th                 | 3rd/4th horns | flutes, piccolo, oboes, cor anglais, clarinets, tenor saxophone, and 1st/2nd violins (2nd violins arco),                                                         | 1st oboe, clarinets (both at first two bars), and below |
| 13th                 | 3rd/4th horns | flutes, piccolo, oboes, cor anglais, clarinets, tenor saxophone, and 1st/2nd violins (2nd violins arco),                                                         | bass clarinet, bassoons, contrabassoon, 1st/2nd horns, sopranino saxophone, timpani, harp, violas, cellos, and double bass                                    |
| 14th                 | 1st/2nd horns | flutes, oboes, cor anglais, 1st trumpet, and 1st/2nd violins | flutes, oboes (first two bars), and below |
| 14th                 | 1st/2nd horns | flutes, oboes, cor anglais, 1st trumpet, and 1st/2nd violins | clarinets, bassoons, contrabassoon, 3rd/4th horns, sopranino saxophone, tenor saxophone, 1st/2nd trombone, tuba, timpani, harp, viola, cello, double bass     |
| 14th                 | 1st/2nd horns | bass clarinet, 4th horn (interchanged from 1st trumpet), and violas (arco, interchanged from 2nd violins, last four bars)                                        | Above, and 2nd violins (pizz., interchanged from violas, last four bars)                                                                                      |
| 15th                 | 1st–4th horns | flutes, piccolo, oboes, cor anglais, clarinets, sopranino saxophone, 1st trombone (sostenuto), 1st/2nd violins, violas, and cellos (2nd violins, cellos in arco) | 2nd violins and cellos (both pizz., first two bars), and below                                                                                                |
| 15th                 | 1st–4th horns | flutes, piccolo, oboes, cor anglais, clarinets, sopranino saxophone, 1st trombone (sostenuto), 1st/2nd violins, violas, and cellos (2nd violins, cellos in arco) | bass clarinet, bassoons, contrabassoon, trumpets (2nd/3rd trumpets senza sord.), 2nd/3rd trombones, tuba, timpani, harp, and double bass (arco)               |
| 15th                 | 1st–4th horns | bass clarinet, tenor saxophone (last four bars, tenor interchanged from sopranino)                                                                               | |
| 16th                 | flutes, piccolo (first two bars), and below                                                                                      | flutes, piccolo, D piccolo trumpet, C trumpets, soprano saxophone, tenor saxophone, and 1st violins (all ff)                                                     | C trumpets (first two bars), and below (ff) |
| 16th                 | oboes, clarinets, horns, 2nd violins, violas, cellos (all strings in pizz.), and a second snare drum playing throughout (all ff) | flutes, piccolo, D piccolo trumpet, C trumpets, soprano saxophone, tenor saxophone, and 1st violins (all ff)                                                     | bass clarinet, bassoons, contrabassoon, trombones, tuba, timpani, harp, and double bass (all ff)                                                              |
| 17th                 | flutes, piccolo (first two bars), and below.                                                                                     | flutes, piccolo, D piccolo trumpet, C trumpets, 1st trombone (ff possibile), soprano saxophone, tenor saxophone, and 1st violins                                 | C trumpets, 1st trombone (first two bars), and below |
| 17th                 | oboes, clarinets, horns, 2nd violins, violas, and cellos (all strings in arco)                                                   | flutes, piccolo, D piccolo trumpet, C trumpets, 1st trombone (ff possibile), soprano saxophone, tenor saxophone, and 1st violins                                 | bass clarinet, bassoons, contrabassoon, 2nd/3rd trombones, tuba, timpani, harp, and double bass                                                               |
| Finale (last 5 bars) | flutes, piccolo, horns, D piccolo trumpet, C trumpets, 1st/2nd violins, violas, and cellos                                       | Glissando: trombones, sopranino saxophone, and tenor saxophone (no glissando note on the saxophones)                                                             | oboes, cor anglais, clarinets, bass clarinet, bassoons, contrabassoon, tuba, timpani, harp, and double bass; together with the bass drum, cymbals and tam-tam |

## Xem đủ hơn
- Ivry, Benjamin (2000). Maurice Ravel: a Life. New York: Welcome Rain Publishers. ISBN 978-1-56649-152-5.
- Jones, William E. (2011). Halsted Plays Himself. Los Angeles: Semiotext(e). ISBN 978-1-58435-107-8.
- Masselis, Juliette (ngày 6 tháng 10 năm 2016). "Le Boléro au cinéma". France Musique (bằng tiếng Pháp).
- Slaven, Neil (2009). Electric Don Quixote: The Definitive Story Of Frank Zappa. London: Omnibus Press. ISBN 978-0-857-12043-4.

## Vai trò văn hoá
Trong đời sống văn hoá, phần nhạc của tác phẩm này được xem là mô tả sự kiện rất to lớn, hệ trọng `xuất hiện từ xa rồi "lừ lừ" tiến đến, không gì ngăn cản nổi. Với cảm giác này của người nghe nhận được, nên phần nhạc của tác phẩm thường dùng trong các phim hay video để mô tả cảnh siêu động đất, sóng thần, hoặc sức mạnh của một đội quân quyết thắng.
Tác phẩm cũng đã được dùng làm nhạc nền, minh hoạ suốt lễ rước đuốc trong buổi khai mạc Thế vận hội Mùa hè 2020 ở Tokyo được truyền hình trực tiếp ngày 23 tháng 7 năm 2021.